# G2ZT
G2ZTは、ビステトラゾールの一つ。トリメチレントリニトロアミンに匹敵する非常に強力な爆薬であるが、爆発したときのアンモニアやシアン化水素などの有害生成物の発生は少ない。ジニトロアミドアンモニウムまたは硝酸アンモニウムを酸化剤としたとき爆燃によるシアン化水素の生成は減少すると推定される。したがって、この化合物はその支持者から、より環境に優しいニトロアミン塩基爆薬であると考えられている。
G2ZTは、ビス(3,4,5-トリアミノ-1,2,4-トリアゾリウム)5,5'-アゾテトラゾレート【bis(3,4,5-triamino-1,2,4-triazolium) 5,5'-azotetrazolate】としても知られる。